# Balliella ealensis
Balliella ealensis är en insektsart som beskrevs av André Badonnel 1949. Balliella ealensis ingår i släktet Balliella och familjen Psoquillidae. Inga underarter finns listade i Catalogue of Life.